# Primula waltonii
Primula waltonii är en viveväxtart som beskrevs av David Allan Poe Watt och Isaac Bayley Balfour. Primula waltonii ingår i släktet vivor, och familjen viveväxter. Inga underarter finns listade i Catalogue of Life.